# Questrecques
Questrecques is een gemeente in het Franse departement Pas-de-Calais (regio Hauts-de-France) en telt 332 inwoners (2011). De plaats maakt deel uit van het arrondissement Boulogne-sur-Mer.

## Geografie
De oppervlakte van Questrecques bedraagt 5,9 km², de bevolkingsdichtheid is 58,3 inwoners per km².
De onderstaande kaart toont de ligging van Questrecques met de belangrijkste infrastructuur en aangrenzende gemeenten.

## Demografie
Onderstaande figuur toont het verloop van het inwonertal (bron: INSEE-tellingen).